# Gambi (rapper)
Gambi, pseudonimo di Michaël Richard Mathieu (Fontenay-sous-Bois, 12 gennaio 1998), è un rapper francese.

## Biografia
Nato e cresciuto a Fontenay-sous-Bois, Gambi inizia la sua carriera da rapper in parallelo alla sua attività da fattorino di sushi, pubblicando su YouTube la serie di freestyle Makak. Il successo di tale serie e dei seguenti singoli C'est moi Mbappé e Hess gli permette di firmare un contratto con l'etichetta Rec. 118, affiliata a Warner Music France. Il suo singolo Hé oh, pubblicato nell'agosto 2019, raggiunge la prima posizione della classifica francese, mentre il successivo singolo Popopop debutta al nono posto a livello mondiale nella classifica di ascolti su Spotify e ottiene il disco di diamante in tre mesi.
Il 2020 si apre con il singolo Dans l'espace, realizzato in collaborazione con Heuss l'Enfoiré, mentre il 10 luglio è la volta del primo album in studio, dal titolo La Vie est belle, che raggiunge la vetta della classifica. Torna in cima alle classifiche per diverse settimane nel 2022, grazie al singolo Petete. Il brano anticipa il secondo album N'a stragia, uscito il 9 giugno 2023. Due mesi dopo l'uscita dell'album, collabora con lo statunitense NLE Choppa alla realizzazione del singolo Bonjour.

## Discografia

### Album in studio
- 2020 – La Vie est belle
- 2023 – N'a stragia